# 4775 Hansen
A 4775 Hansen (ideiglenes jelöléssel 1927 TC) egy marsközeli kisbolygó. Max Wolf fedezte fel 1927. október 3-án.